# Sundbybergs CK
Sundbybergs CK (curlingklubb) bildades 1929 av Axel Nordenstedt. De spelade fram till 1974 curling utomhus på Sundbybergs idrottsplats då den nuvarande curlinghallen invigdes på samma plats.
Klubben har genom åren erövrat ett flertal SM-guld såväl i figurspel (individuellt) som i lagspel. Lag från klubben har representerat Sverige vid EM 1995 och 2008, VM 2006 och vid Junior-VM 2005, 2006 och 2009.
Klubben har lag på samtliga nivåer i seriespelet (från division 4 till elitserien). I Elitserien finns tre lag (två på herr- och ett på damsidan). Klubben tillhör de mest framgångsrika i Sverige på senare år.